# Campanula coriacea
Campanula coriacea är en klockväxtart som beskrevs av Peter Hadland Davis. Campanula coriacea ingår i släktet blåklockor, och familjen klockväxter. Inga underarter finns listade i Catalogue of Life.